# Лёрцер, Бруно
Бру́но Лёрцер (нем. Bruno Loerzer; 22 января 1891 — 23 августа 1960) — генерал-полковник люфтваффе, участвовавший в обеих мировых войнах.

## Биография
Родился в Берлине в 1891 году. В 1910 году вступил в ряды имперской армии в качестве офицера пехоты. В 1912 году познакомился с Герингом.

### Первая мировая война
В начале Первой мировой войны поступил в летную школу. Геринг поступил туда же, где летал в качестве наблюдателя Лёрцера до середины 1915 года, пока Лёрцера не перевели в военные летчики. Перешёл в эскадрилью «Jasta» 26 января 1917 года. К концу октября им было сбито 20 самолетов, за что и награждён орденом Pour le Mérite.
В том же месяце Лёрцер был назначен командиром вновь сформированного Jagdgeschwader III, третьего из знаменитых «летающих цирков». Летал на оснащенной новым двигателем BMW Fokker D. VII, JG III.
Последняя (44-я) победа датируется 10 сентября 1918 года (седьмой по результативности немецкий ас). Незадолго до перемирия получил звание капитана.

### Между мировыми войнами
Лёрцер служил в рядах фрайкора с декабря 1918 до марта 1920, командовал FA 427 в Балтийском регионе.
В 1930-е он был лидером в различных организациях гражданской авиации (Национал-социалистическая ВВС: NSFK). После организации люфтваффе руководил подразделением истребителей Пик JG 334 'Pik As'. Лёрцер, благодаря его давней дружбе с Герингом, стал генерал-майором в 1938 году, к 1939 году — генерал-лейтенантом, получив командование над 2-м авиакорпусом.

### Вторая мировая война
Весной 1940 года корпус Лёрцера участвовал во Французской кампании, затем в авианалетах на Англию. Лёрцер был награждён Рыцарским крестом Железного креста в мае 1940 года.
Затем 2-й авиакорпус участвовал во вторжении в СССР летом 1941 года, в составе 2-го воздушного флота Кессельринга — в поддержку группы армий «Центр» фельдмаршала фон Бока.
Его подразделение было переброшено в Италию со штабом в Мессине (Сицилия) в октябре 1941 года. В 1943-м году Лёрцер эвакуировался на материк из-за высадки на острове союзных войск.
Геринг способствовал присвоению Лёрцеру звания генерал-полковника в феврале 1943 года, а в июне 1944 года — назначению начальником национал-социалистического руководства отделения ВВС. Переведен в т. н. «резервы фюрера» 20.12.1944. Уволен из ВВС 29 апреля 1945 года.
Бруно Лёрцер умер в 1960 году в возрасте 69 лет.

## Награды
- Знак военного летчика (Пруссия)
- Почетный кубок для победителя в воздушном бою — выдавался как-правило за первую победу в бою германским пилотам в 1-й мировой войне. Дата выдачи - неизвестна.
- Железный крест 2-го класса
- Железный крест 1-го класса (1 марта 1915)
- Орден Церингенского льва рыцарский крест 2-го класса с мечами (27 апреля 1915) (Великое герцогство Баден)
- Королевский орден Дома Гогенцоллернов рыцарский крест с мечами (1917)
- Pour le Mérite (12 февраля 1918) (Королевство Пруссия)
- Орден Военных заслуг Карла Фридриха рыцарский крест (8 августа 1918) (Великое герцогство Баден)
- Медаль «За выслугу лет в вермахте» 4-го и 3-го класса
- медаль «В память 1 октября 1938 года» с планкой «Пражский град»
- пряжка к Железному кресту (1939) 2-го и 1-го класса
- Рыцарский крест Железного креста (29 мая 1940)
- упоминание в Вермахтберихт (7 августа 1941)